# Hendrik I van Lotharingen
Hendrik I van Lotharingen (? - Echternach, 7 maart 1061) was paltsgraaf van Lotharingen van 1045 tot 1060, uit het geslacht der Ezzonen. Als paltsgraaf volgde hij kinderloze Otto II van Zwaben op.
Hij was de zoon van Hezzelin, graaf in de Zülpichgouw en neef van paltsgraaf Ezzo van Lotharingen, vader van Otto. Van de geschiedsschrijvers kreeg hij verschillende bijnamen toegewezen: Furiosus ("de razende", maar ook: "de waanzinnige"), omdat hij op 17 Juli 1060 op de burcht van Cochem zijn vrouw vermoordde, en Monachus ("de monnik") omdat hij in het klooster geplaatst werd om zich te laten behandelen voor zijn mentale toestand.
Omstreeks 1048 trouwde hij met Mathilde van Verdun, dochter van Gozelo, hertog van Neder-Lotharingen uit het geslacht Wigerik, en zuster van paus Stefanus IX. Zijn zoon Herman II van Lotharingen, zou zijn vader in 1064 zou opvolgen als paltsgraaf van Lotharingen.
Kort na 1058 vertoonden zich de eerste tekenen van zijn geestesziekte, waarop hij werd gedwongen zich in de abdij van Gorze te laten behandelen. Toen hij hoorde dat zijn vrouw een verhouding had met een van zijn familieleden ontsnapte hij uit Gorze, ging naar Cochem en vermoordde zijn vrouw met een bijl. Hendrik werd hierop permanent opgesloten, dit keer in de abdij van Echternach, waar hij op 7 maart 1061 overleed.
De aartsbisschop van Keulen Anno II nam tijdens de minderjarigheid van Herman II het regentschap waar, tot deze in 1064 het ambt van zijn vader overnam als paltsgraaf.

## Voorouders
| Voorouders van Hendrik I van Lotharingen | Voorouders van Hendrik I van Lotharingen                     | Voorouders van Hendrik I van Lotharingen                     | Voorouders van Hendrik I van Lotharingen                     | Voorouders van Hendrik I van Lotharingen                     | Voorouders van Hendrik I van Lotharingen | Voorouders van Hendrik I van Lotharingen | Voorouders van Hendrik I van Lotharingen | Voorouders van Hendrik I van Lotharingen |
| ---------------------------------------- | ------------------------------------------------------------ | ------------------------------------------------------------ | ------------------------------------------------------------ | ------------------------------------------------------------ | ---------------------------------------- | ---------------------------------------- | ---------------------------------------- | ---------------------------------------- |
| Overgrootouders                          | Erenfried II (–) ∞ ? (-)                                     | Erenfried II (–) ∞ ? (-)                                     | Hucbold van Dillingen (-) ∞ ? (-)                            | Hucbold van Dillingen (-) ∞ ? (-)                            | ? (-) ∞ ? (–)                            | ? (-) ∞ ? (–)                            | ? (-) ∞ ? (–)                            | ? (-) ∞ ? (–)                            |
| Grootouders                              | Herman van Lotharingen (920–996) ∞ Heilwig van Dillingen (-) | Herman van Lotharingen (920–996) ∞ Heilwig van Dillingen (-) | Herman van Lotharingen (920–996) ∞ Heilwig van Dillingen (-) | Herman van Lotharingen (920–996) ∞ Heilwig van Dillingen (-) | ? (-) ∞ ? (–)                            | ? (-) ∞ ? (–)                            | ? (-) ∞ ? (–)                            | ? (-) ∞ ? (–)                            |
| Ouders                                   | Hezzelin (-1033) ∞ ? (–)                                     | Hezzelin (-1033) ∞ ? (–)                                     | Hezzelin (-1033) ∞ ? (–)                                     | Hezzelin (-1033) ∞ ? (–)                                     | Hezzelin (-1033) ∞ ? (–)                 | Hezzelin (-1033) ∞ ? (–)                 | Hezzelin (-1033) ∞ ? (–)                 | Hezzelin (-1033) ∞ ? (–)                 |
| Hendrik I van Lotharingen (-1060)        |                                                              |                                                              |                                                              |                                                              |                                          |                                          |                                          |                                          |